# Plan-Puebla-Panamá
Der Plan-Puebla-Panamá (kurz PPP) ist ein Plan zur Entwicklung der Region Mittelamerika. Er wurde 2001 vom mexikanischen Präsidenten Vicente Fox vorgestellt. Wegen der massiven Kritik an dem Projekt wurde er zwischenzeitlich nicht mehr aktiv vorangetrieben, bis Felipe Calderón ihn 2006 wieder in seine politische Agenda aufnahm.

## Inhalt
Der Plan sieht vor, die Infrastruktur in den beteiligten Staaten auszubauen. So sollen Straßen, Grenzübergänge, Bergwerke und Staudämme gebaut werden. Außerdem sind Gesetzesänderungen und die Errichtung von Maquilas enthalten.
Offiziell enthält der Plan Projekte in den folgenden acht Teilbereichen:
1. Nachhaltige Entwicklung
2. Menschliche Entwicklung
3. Vorsorge und Bekämpfung von Naturkatastrophen
4. Ausbau des Tourismus
5. Erleichterung des Handelsaustausches
6. Ausbau der Verkehrsnetze
7. Elektrizitätsverbund
8. Zusammenarbeit auf dem Telekommunikationssektor

### Beteiligte Regionen

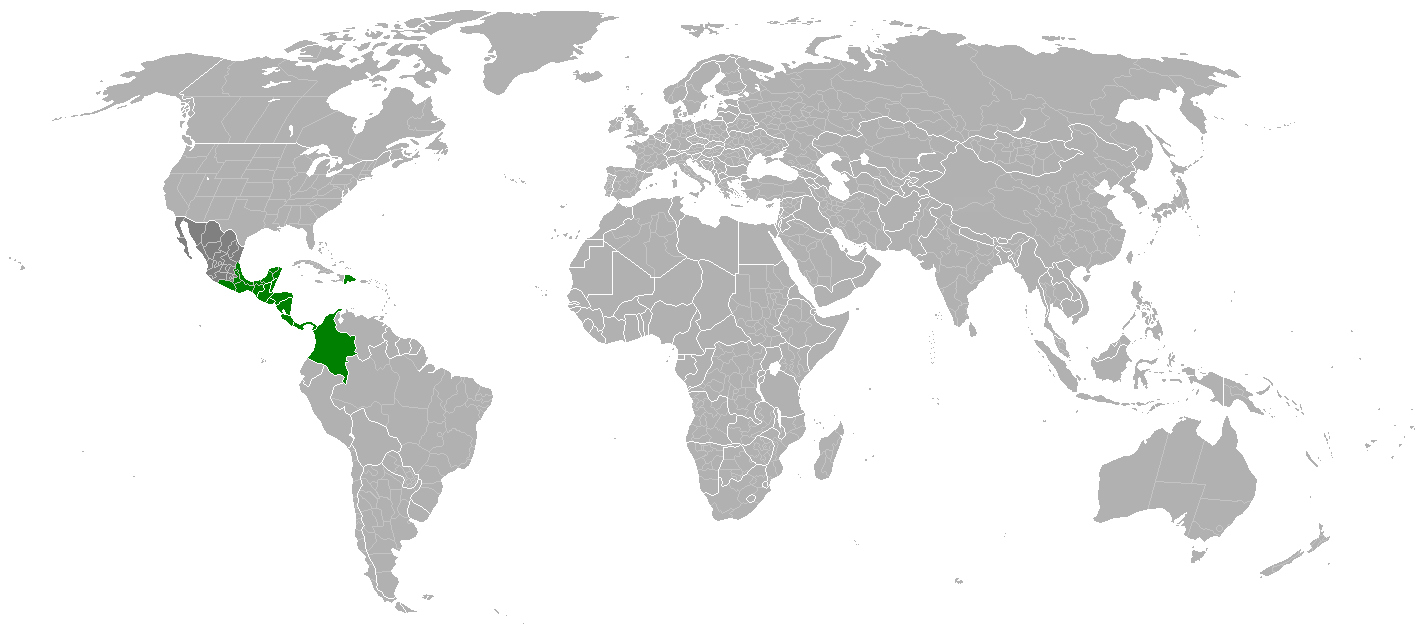
Die beteiligten Regionen (grün)

Beteiligt sind die mexikanischen Bundesstaaten:
- Puebla
- Veracruz
- Tabasco
- Campeche
- Yucatán
- Quintana Roo
- Guerrero
- Oaxaca
- Chiapas

und die Zentralamerikanischen Staaten:
- Guatemala
- Belize
- Honduras
- El Salvador
- Nicaragua
- Costa Rica
- Panama
- Kolumbien (seit 2007)[1]

### Partner
Als Partner zur Finanzierung und Koordinierung fungieren folgende nichtstaatliche Akteure:
- Interamerikanische Entwicklungsbank (Banco Interamericano de Desarollo,  BID)
- Zentralamerikanische Bank für Wirtschaftsintegration (Banco Centroamericano de Integración Economica, BCIE)
- Wirtschaftskommission für Lateinamerika und die Karibik (CEPAL)
- Instituto Centroamericano de Administración de Empresas (INCAE)

### Assoziierte Projekte
- Internationales Netz Mittelamerikanischer Straßen (RICAM)
- Mittelamerikanischer Strommarkt (SIEPAC)
- Aufbau eines modernen Telekommunikationsnetzes in ganz Mittelamerika

## Kritik
Der Plan wurde als „neoliberale Umstrukturierung der Region“ kritisiert. 2003 blockierte ein Zusammenschluss verschiedener sozialer Gruppen in Mittelamerika Straßen und Häfen um gegen das Projekt zu protestieren.